# Aireys Inlet
Aireys Inlet est un village côtier de l'État de Victoria, en Australie. Il est situé à 104 km (118 km par la route) au sud-ouest de Melbourne, sur la Great Ocean Road. Sa population s'élevait à 1 148 habitants en 2006.
Un courant fort rend la baignade dangereuse sur la plage de Fairhaven.

## Galerie

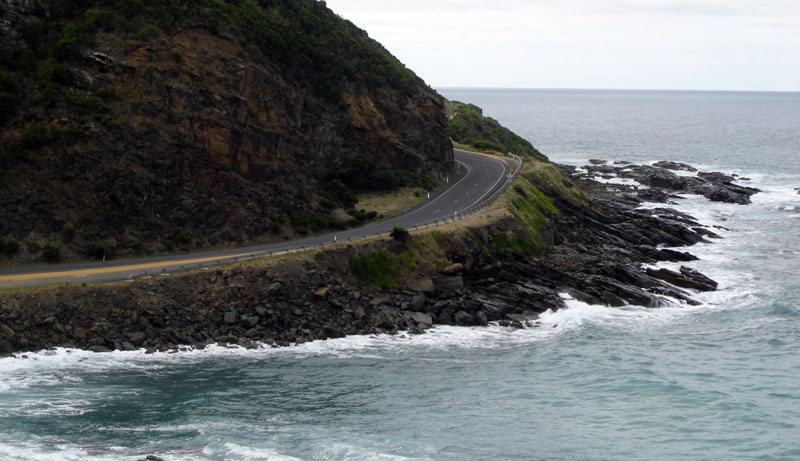
Great Ocean Road
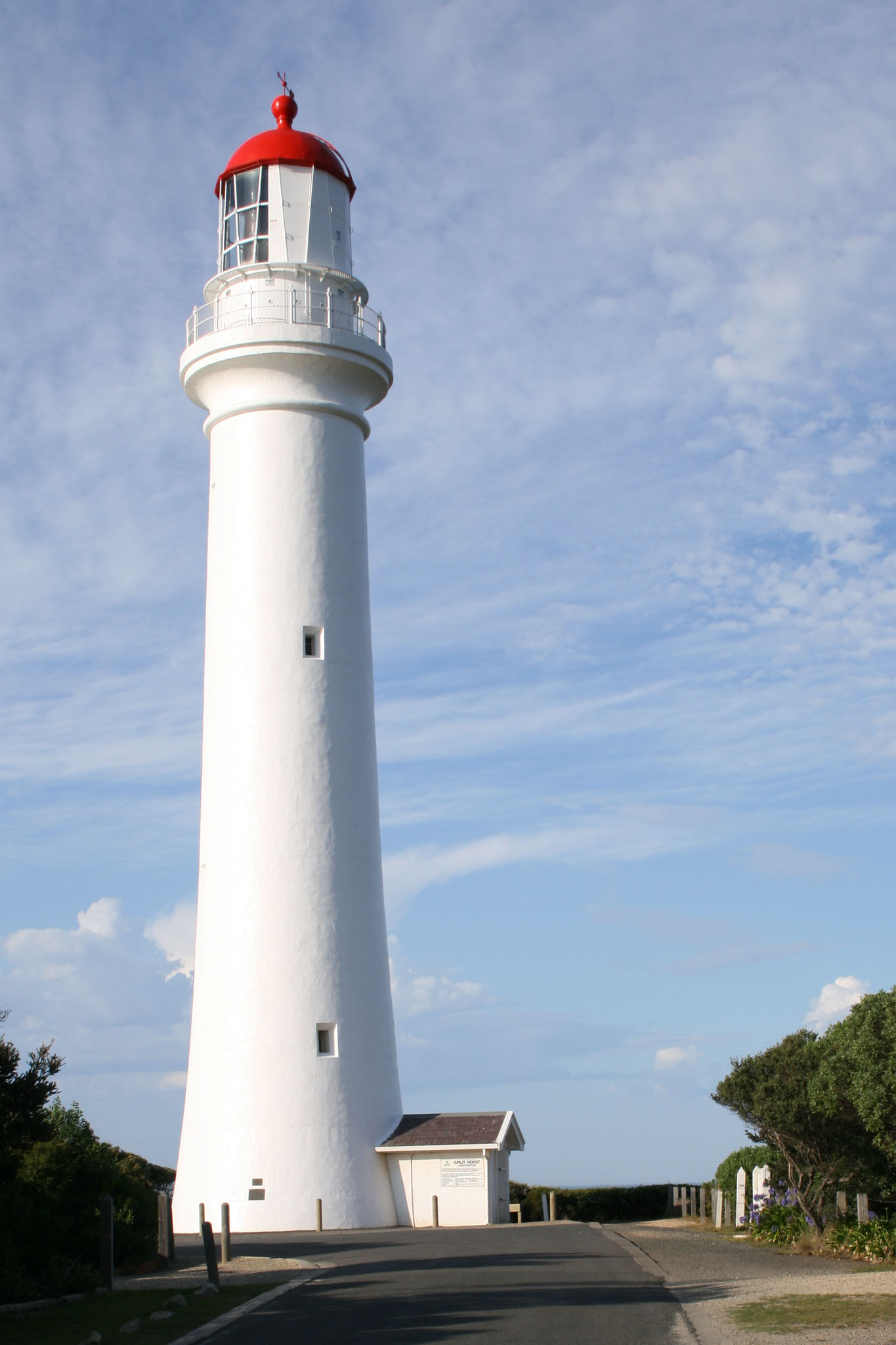
Le phare de Split Point
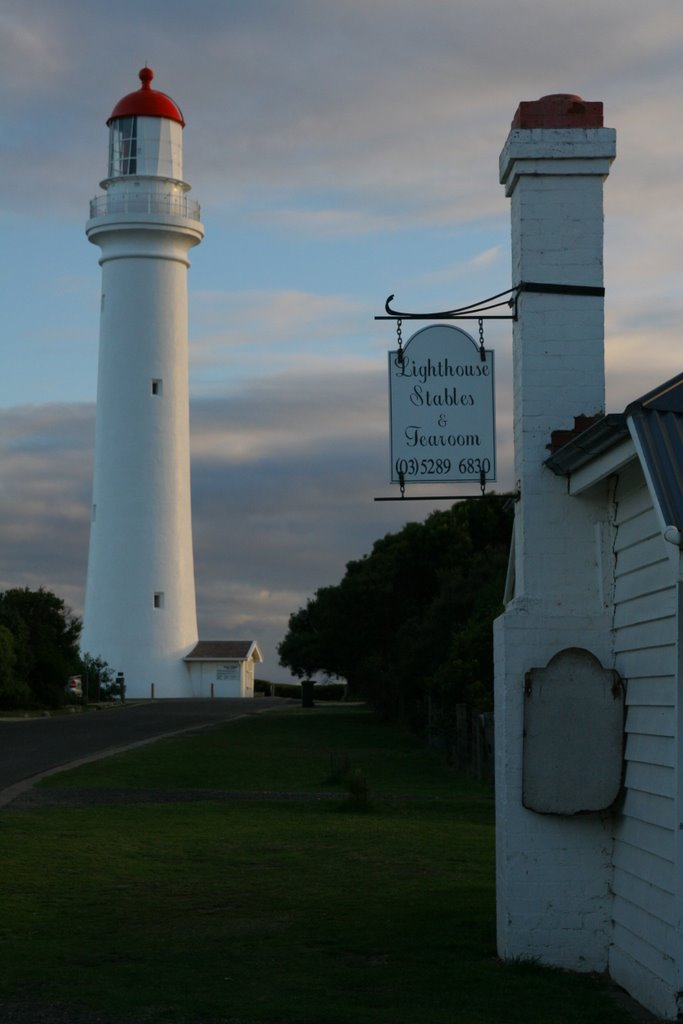
Le phare de Split Point